# سرخس (گیاه)
سرخس‌ها (نام علمی: Polypodiopsida) گروهی از گیاهان نهان‌زاد آوندی هستند که ۱۲۰۰۰ گونه را در برمی‌گیرد. این گیاهان از طریق تولید هاگ تولید مثل می‌کنند. رشد برگ در سرخس‌ها نسبتاً کامل و مداوم و زمین‌ساقه آن‌ها پایا است. در سرخس‌ها مثل سایر نهان‌زادان آوندی تولید گیاه برگدار با تشکیل تخم آغاز می‌شود و بنابراین با اسپوروفیت مطابقت دارد.

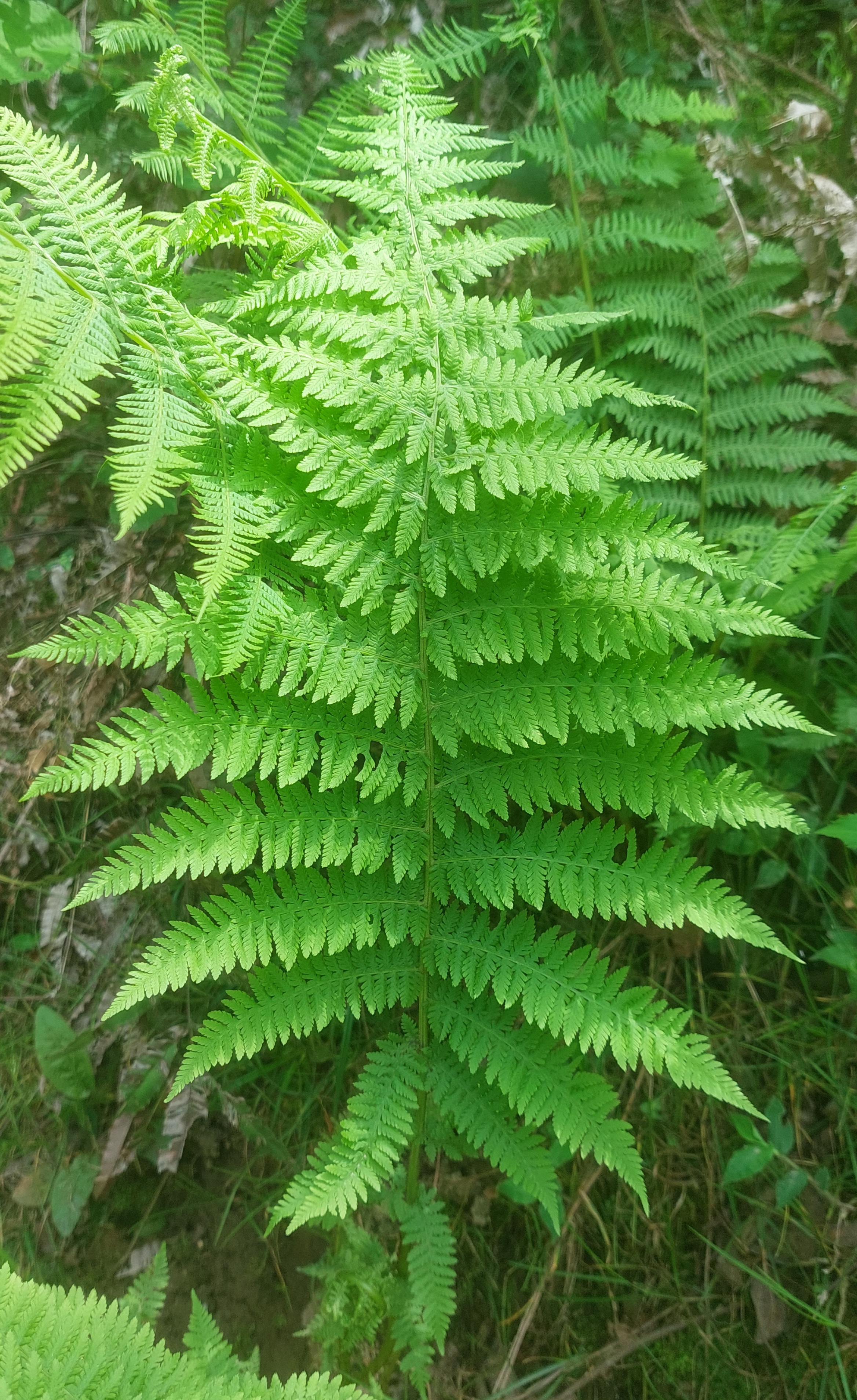
سرخس.

سرخس‌ها از نظر اندازه به‌طور قابل ملاحظه‌ای با همدیگر فرق دارند و اندازه‌شان از سرخس‌های تک‌سلولی و ریز آبزی گرفته تا گیاهان غول‌پیکری که در حدود ۲۱ متر بلندی دارند فرق می‌کند. به غیر از سرخس‌های درختی، ساقهٔ سرخس‌های دیگر کاملاً کوچک بوده و کم‌وبیش در زیر زمین قرار دارد. سرخس‌ها گیاهانی مقاوم هستند به این معنی که می‌توانند چندین سال زندگی کنند.
بیشتر سرخسها را می‌توان به آسانی در خانه رویاند، اما غفلت از آنها خسارت زیادی وارد می‌کند. خاک گلدان سرخس را نباید هیچ‌گاه خشک نگه داشت. هوای اطراف شاخ و برگ سرخس نیز همواره باید مرطوب باشد.
سرخس گیاهی است روزت مانند (طوقه برگی)، انشعاب‌های فراوانی دارد و برگ‌هایش قوسی‌اند. برگ سرخس از نوع برگ‌های بزرگ‌تری است که اصطلاحاً برگ‌شاخه گفته می‌شوند. اما انواعی هم یافت می‌شوند که برگ‌هایشان نِیزه‌مانند اند. بعضی دیگر برگچه‌هایشان شبیه به برگچهٔ درخت راج (خاس) یا دکمه مانند است.
سرخس‌ها بیشتر در جاهای مرطوب زندگی می‌کنند مثل استان‌های شمالی کشور ایران. در این مناطق سرخس‌ها به‌طور خودرو رشد می‌کنند، یعنی خودشان تولید مثل می‌کنند و نیازی نیست انسان آنها را بکارد و از آنها مراقبت کند.
سرخس‌ها سه قسمت مختلف دارند.
A: این قسمت همان ریشهٔ سرخس است که آب واملاح را از زمین جذب می‌کند، و وارد آوند می‌کند تا به برگ‌ها برسد.
B: قسمت B ساقه زیرزمینی سرخس است. این قسمت در زیر زمین قرار دارد.
C: در این قسمت برگ‌های بزرگ با دمبرگ‌های طویل به ساقه زیر زمینی وصل شده‌است. این برگ‌ها ظاهری شبیه شاخه دارند.
در پشت این برگ‌ها معمولاً برآمدگی های نارنجی و قهوه‌ای رنگی قرار دارند. هر یک از این برآمدگی‌ها شامل چندین هاگدان است. درون این هاگدان‌ها هاگ‌ها ساخته می‌شوند که عامل زاد و ولد سرخس ها هستند. وقتی پوشش هاگدان‌ها باز شود، هاگ‌ها پراکنده می شوند. با قرار گرفتن هاگ‌ها در جای مرطوب، این هاگ‌ها رشد می‌کنند و هر یک، یک سرخس جدید تولید می‌کنند.
ویژگی‌ها سرخس‌ها در یک نگاه
*دارای ساقهٔ زیر زمینی
*دارای آوند
*دارای برگ‌هایی با دمبرگ طویل
*دارای هاگدان در پشت برگ‌ها
*خودرو در استان‌های شمالی کشور
*دانه و گل تولید نمی‌کنند

## نگارخانه

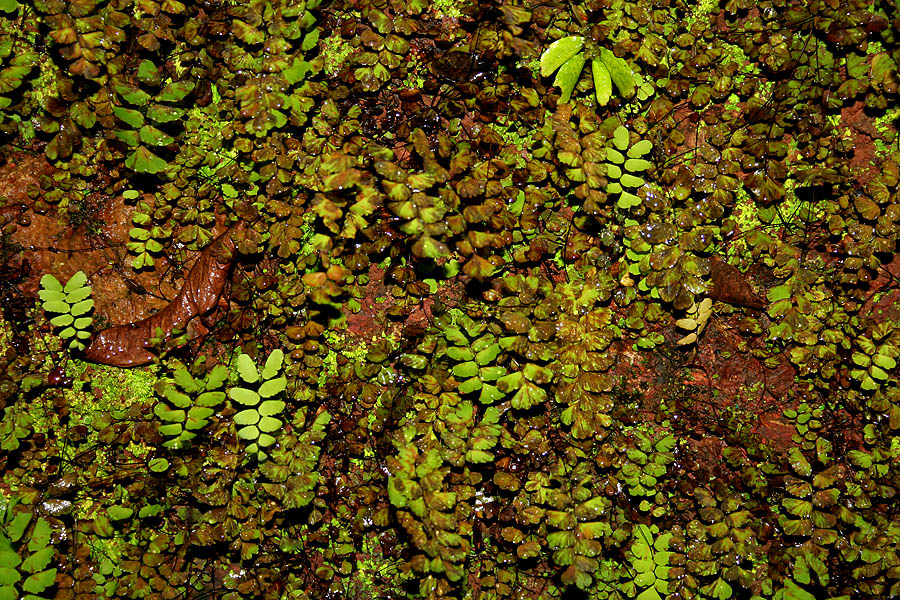
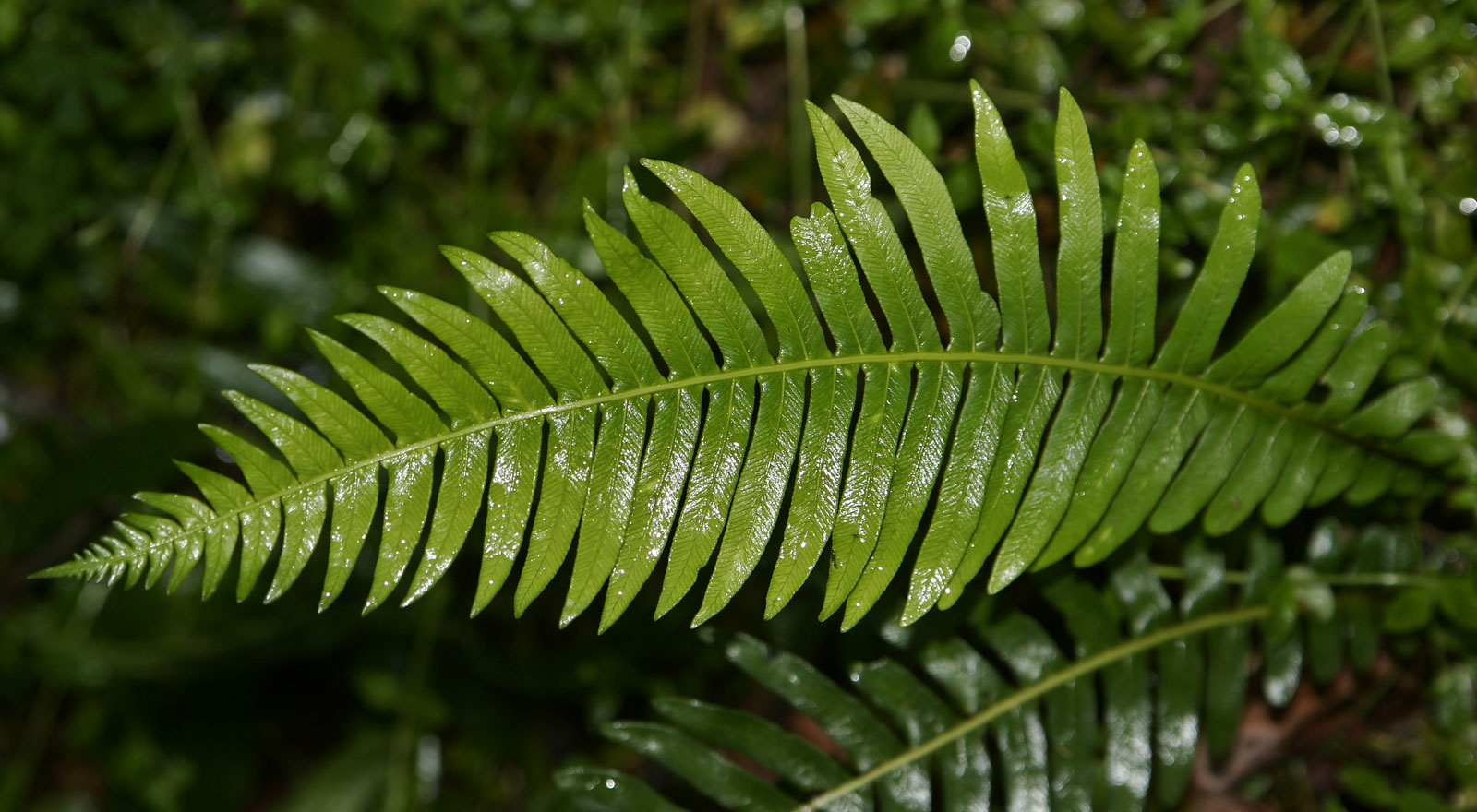
برگ سرخس
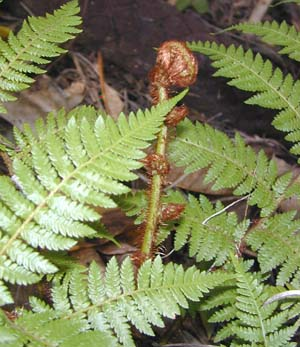
بازشدن فروند در یک سرخس درختی
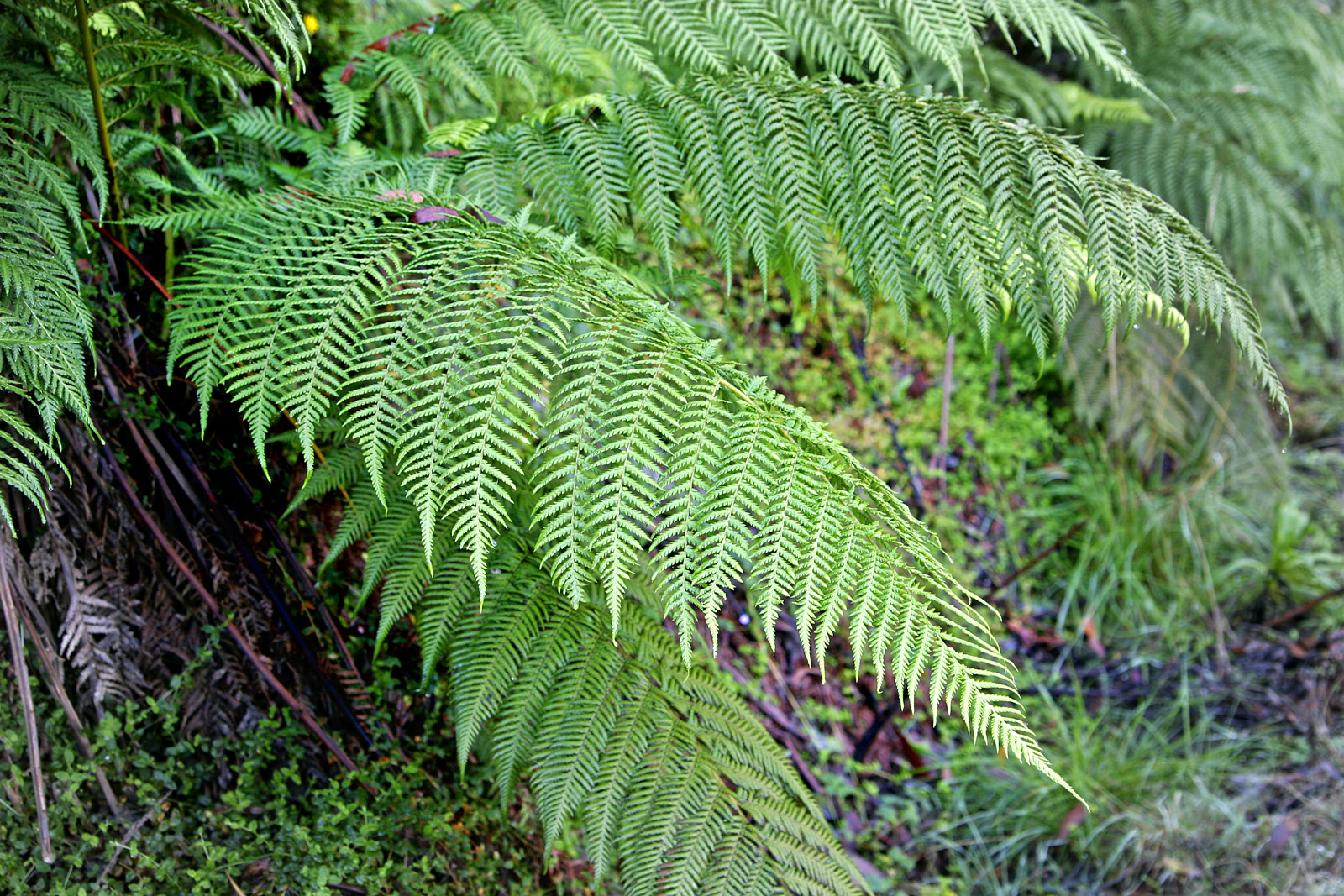
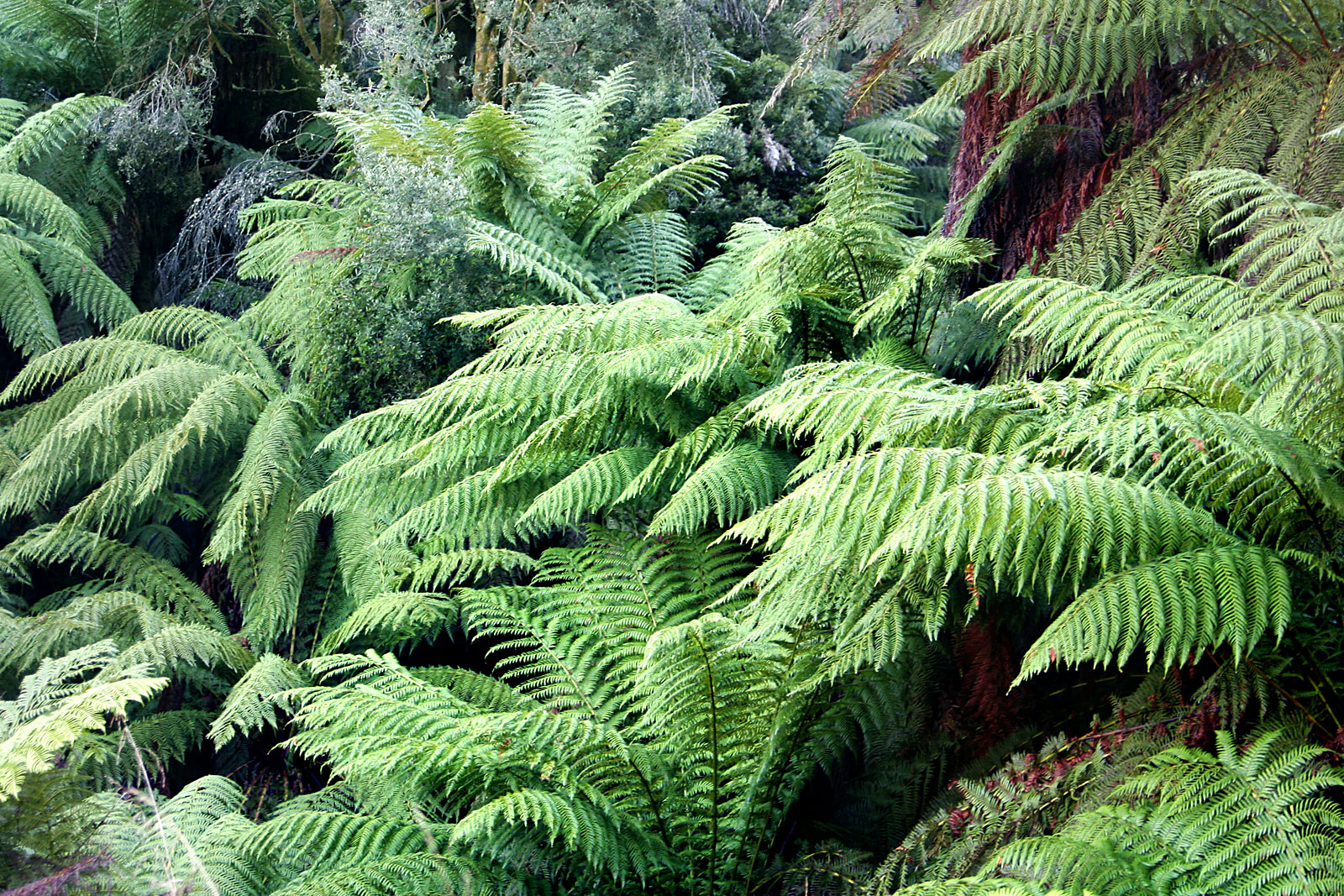
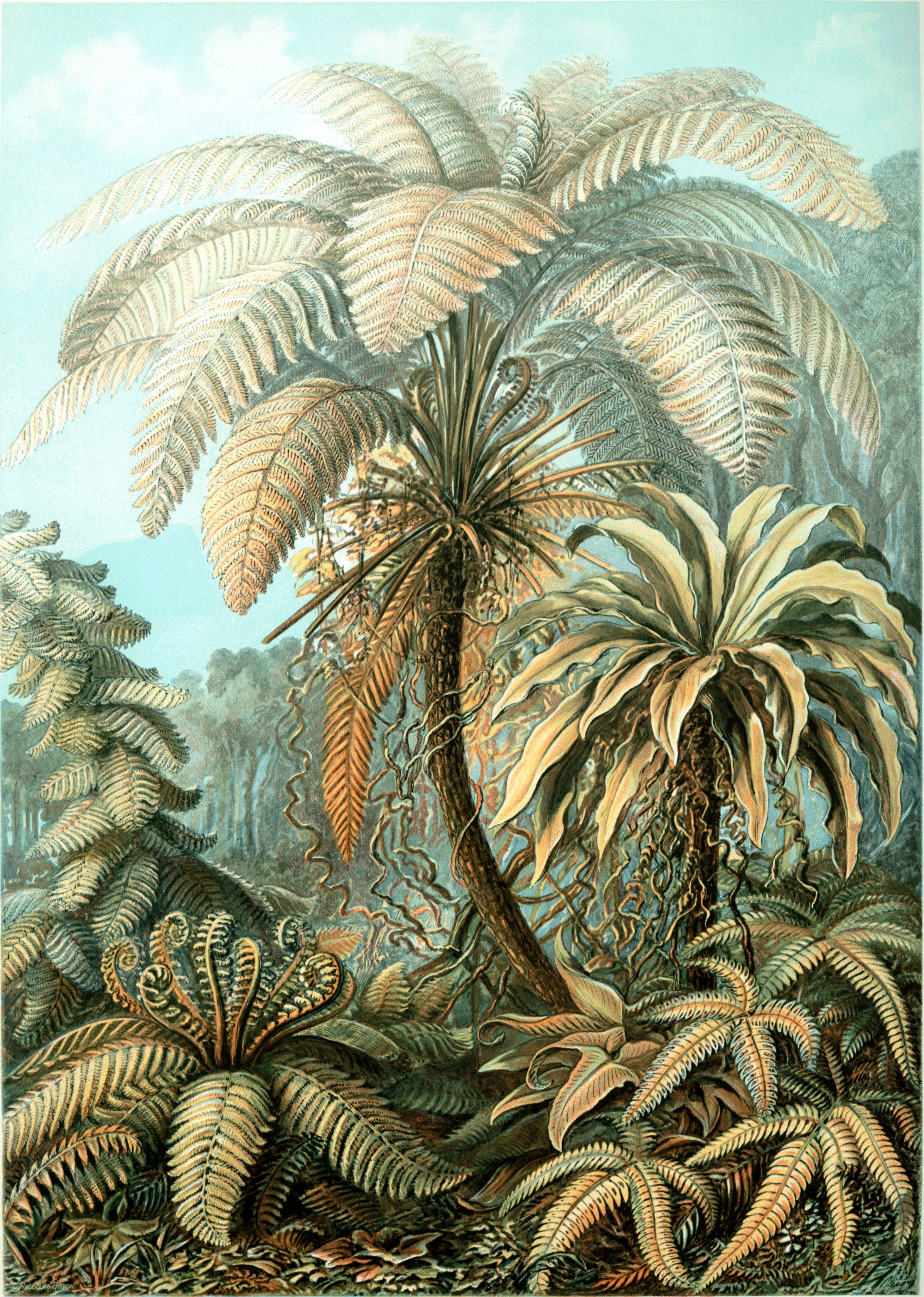
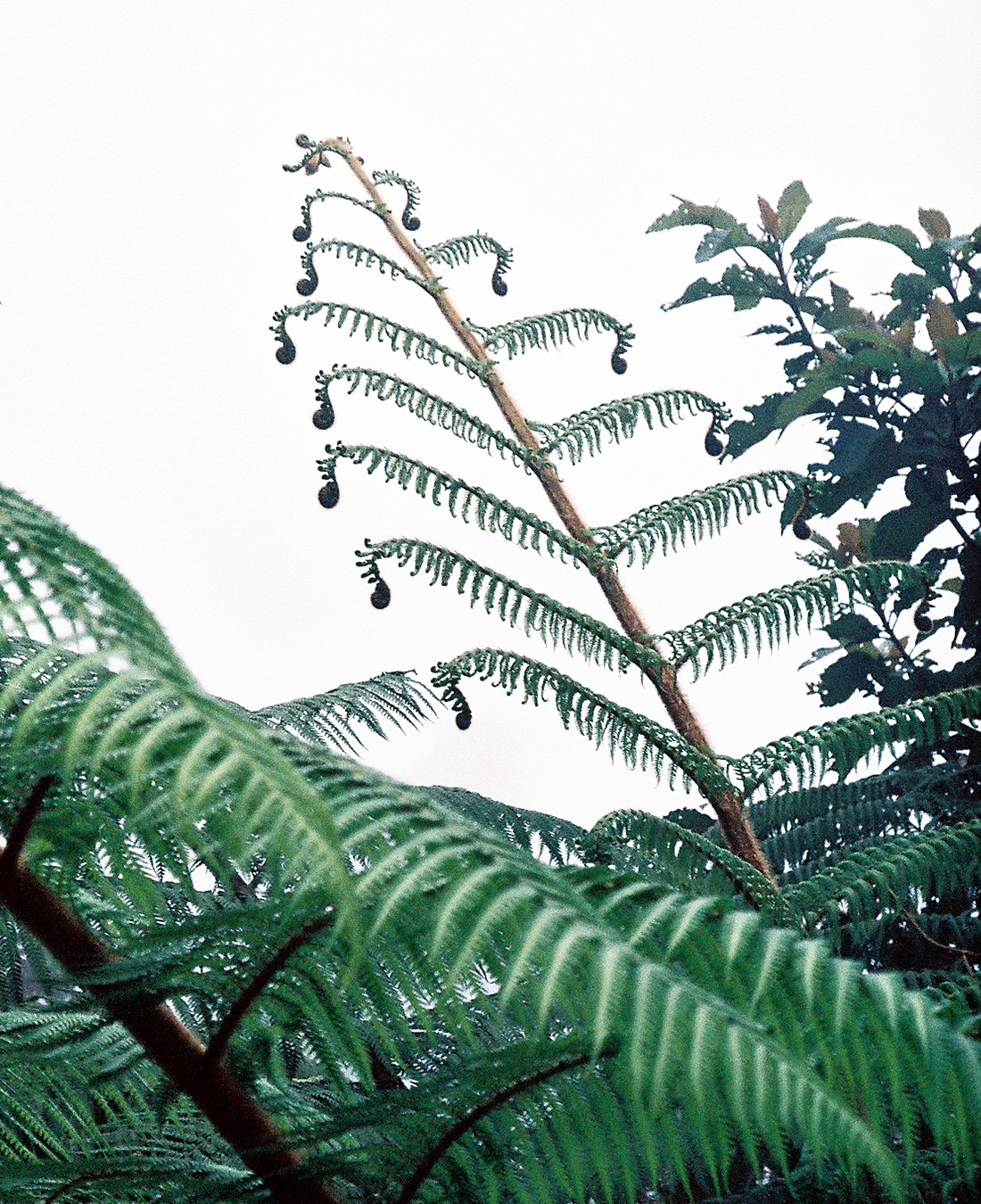
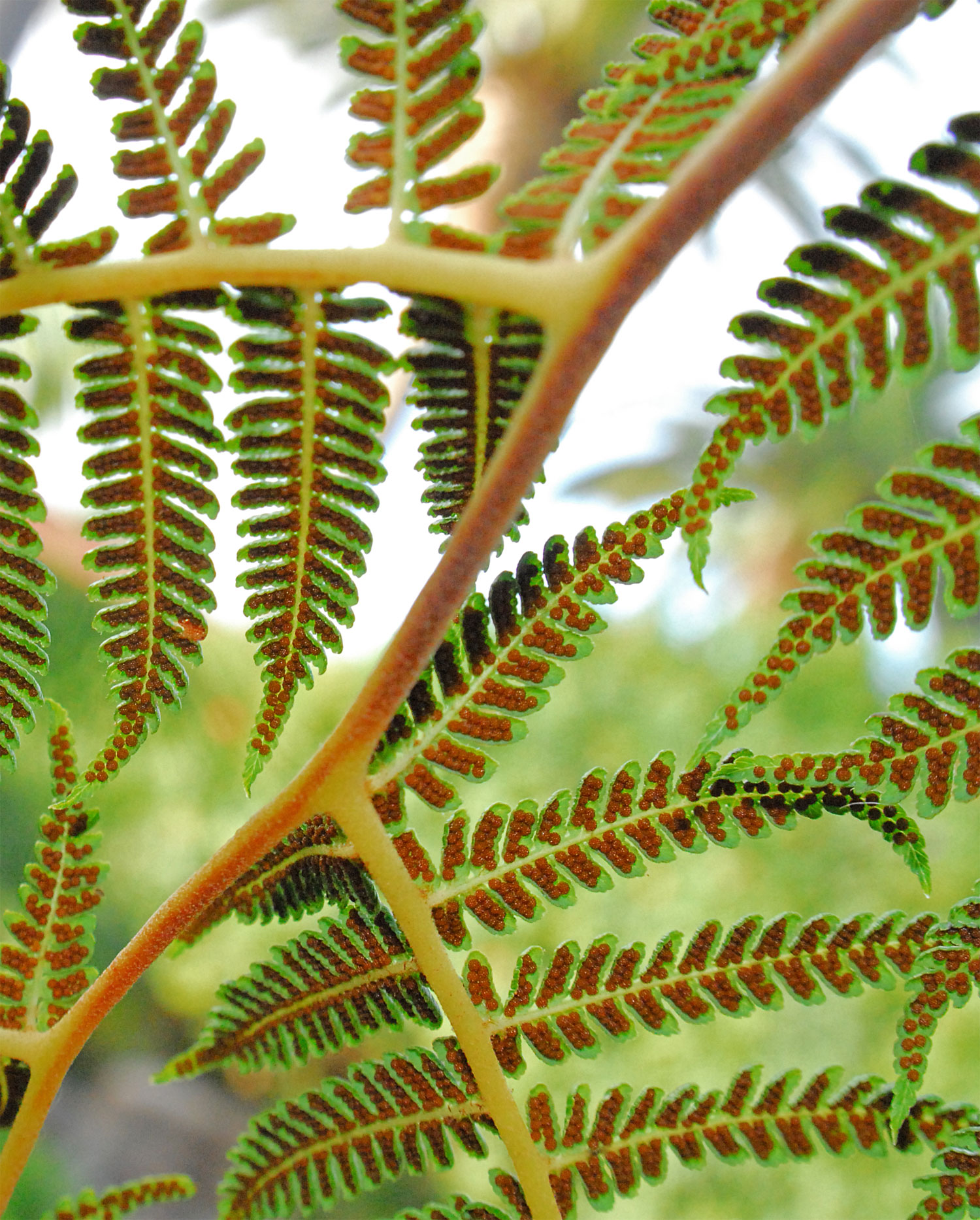
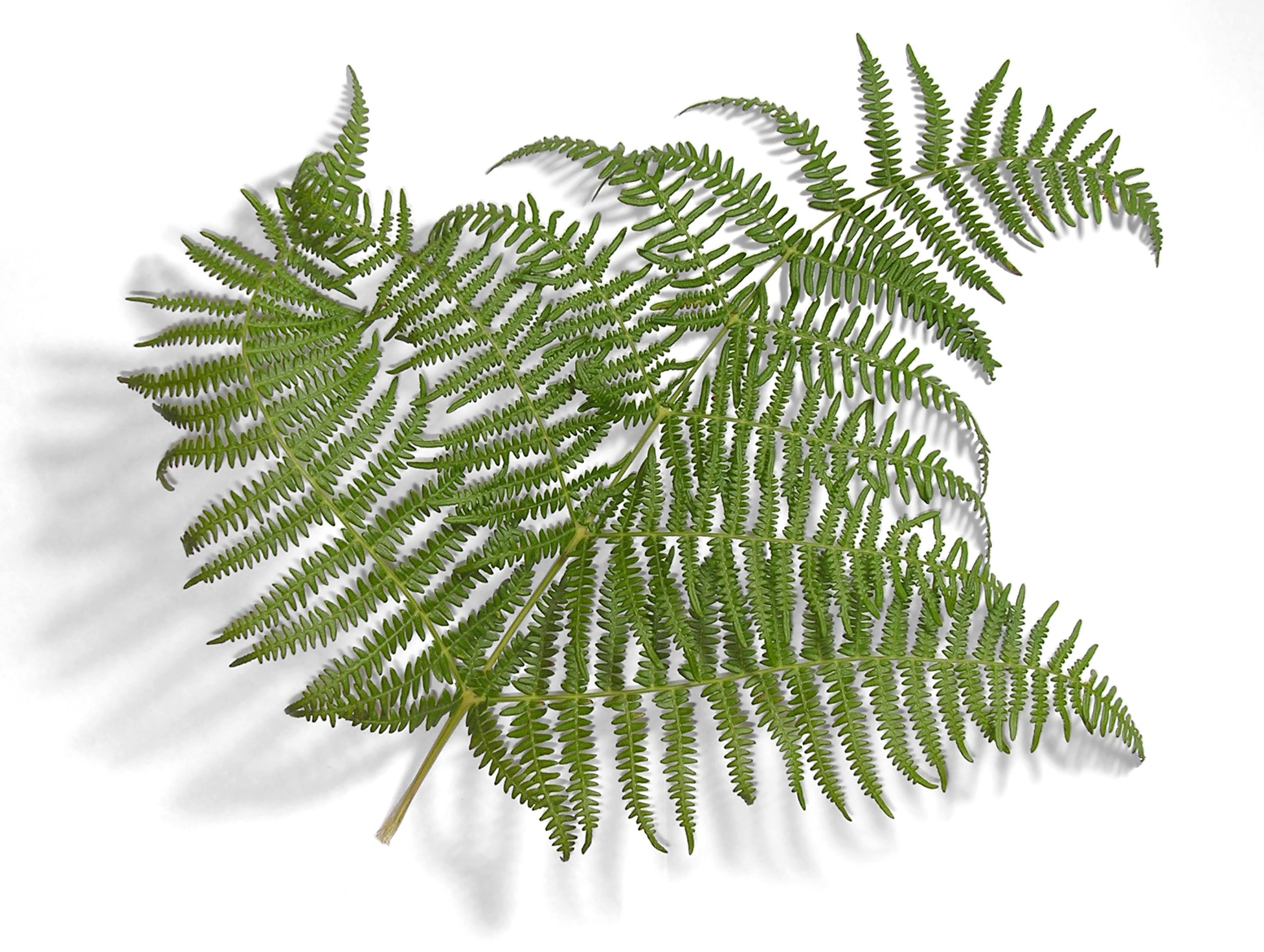
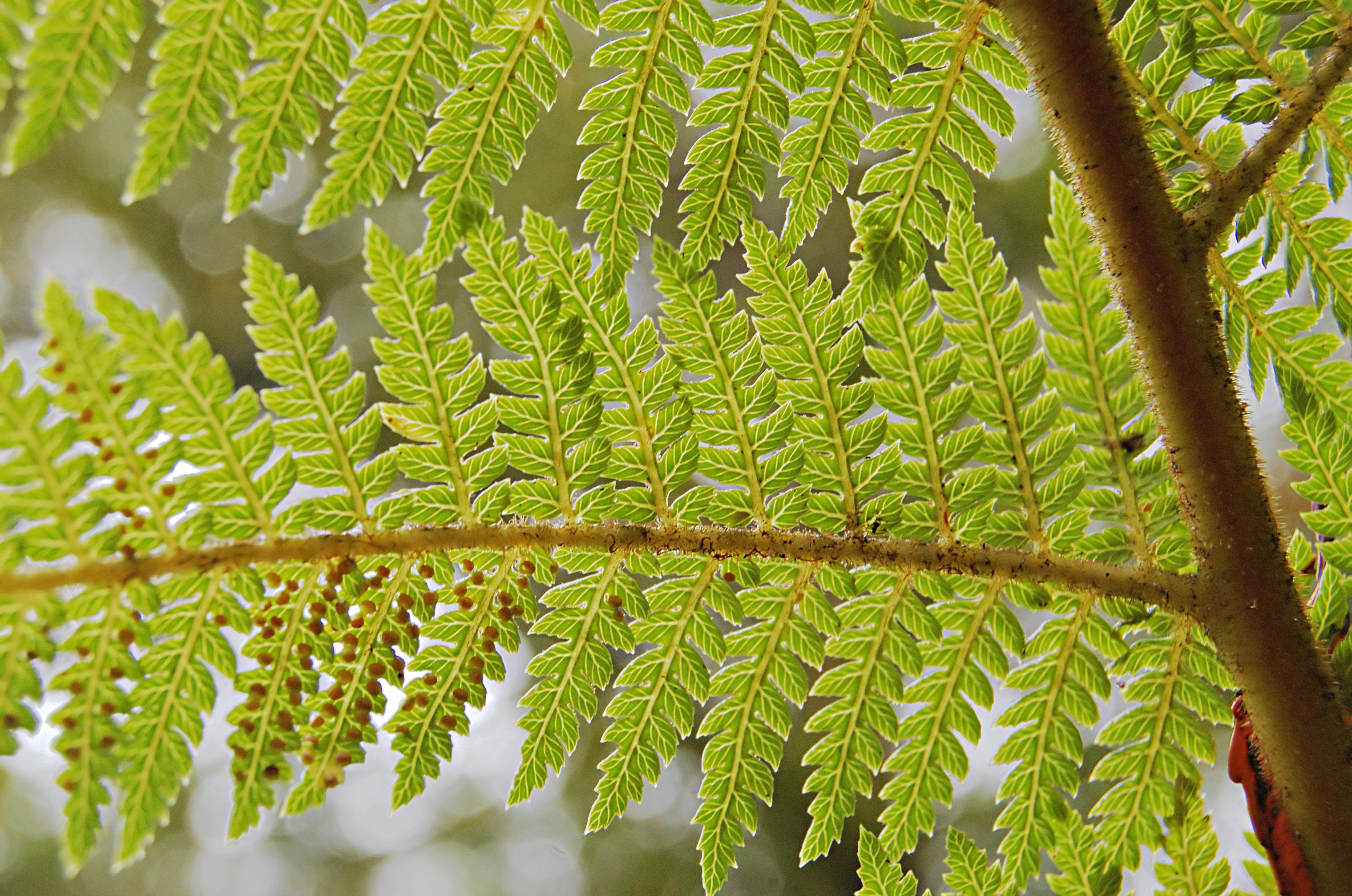
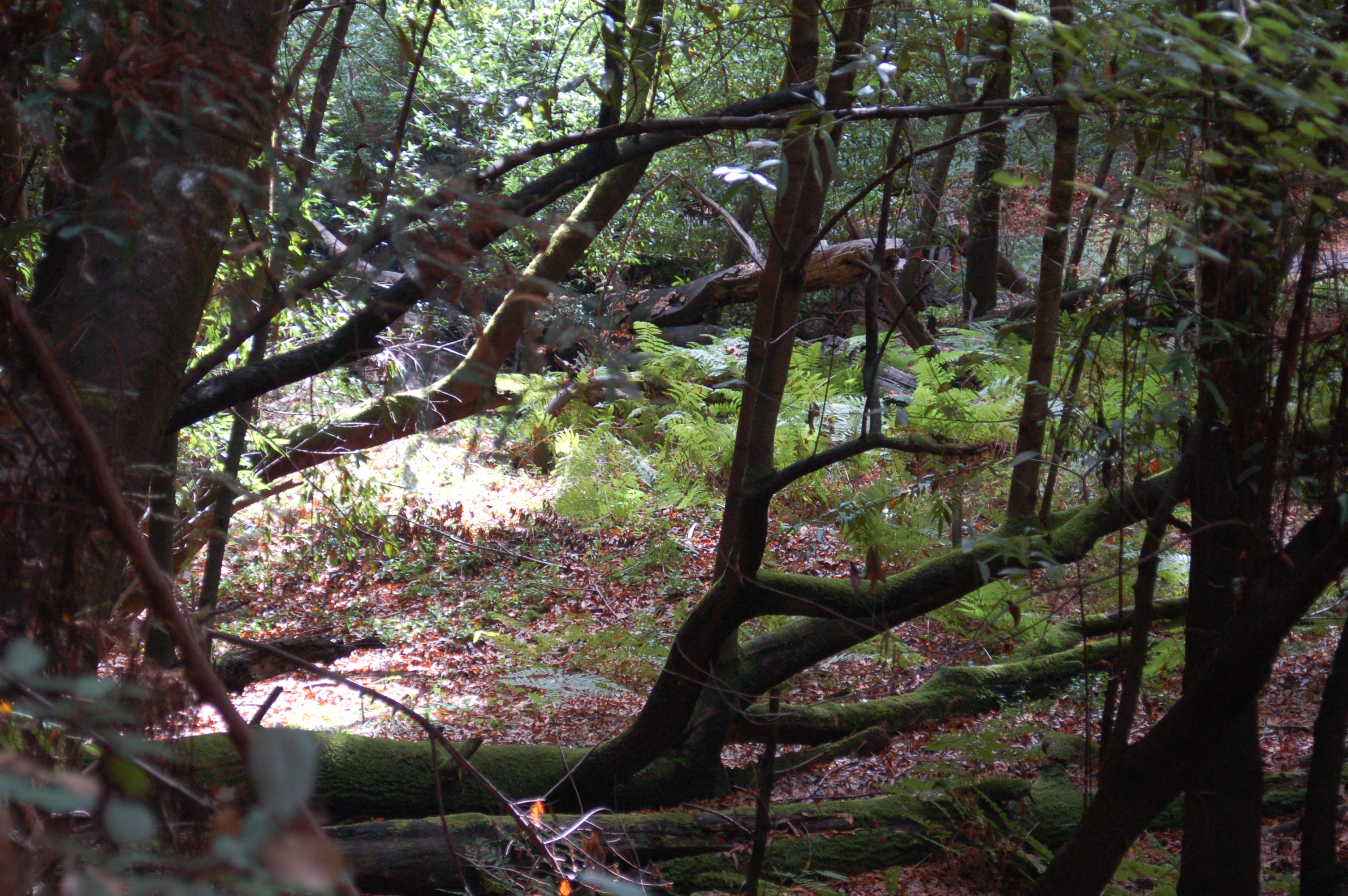
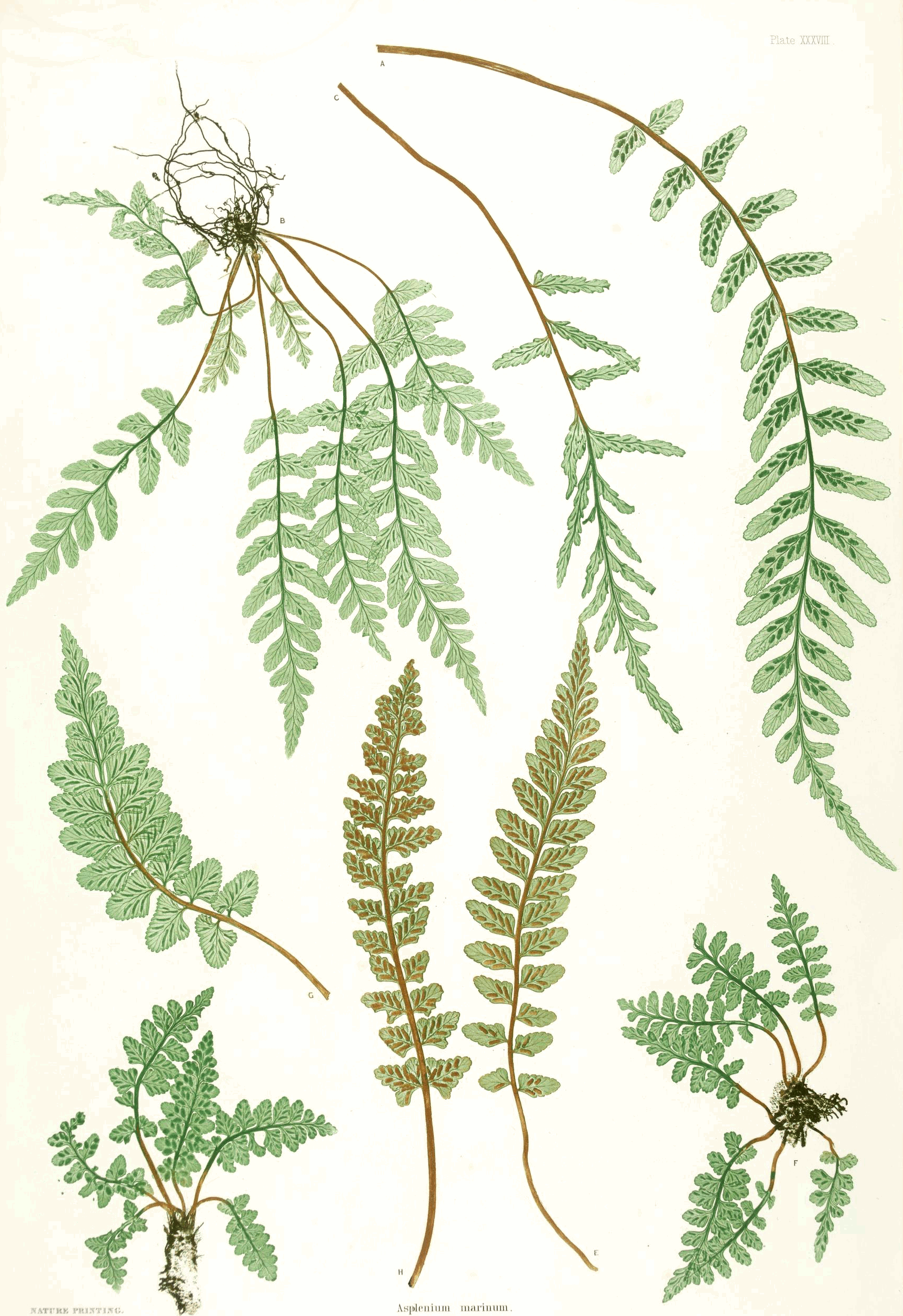
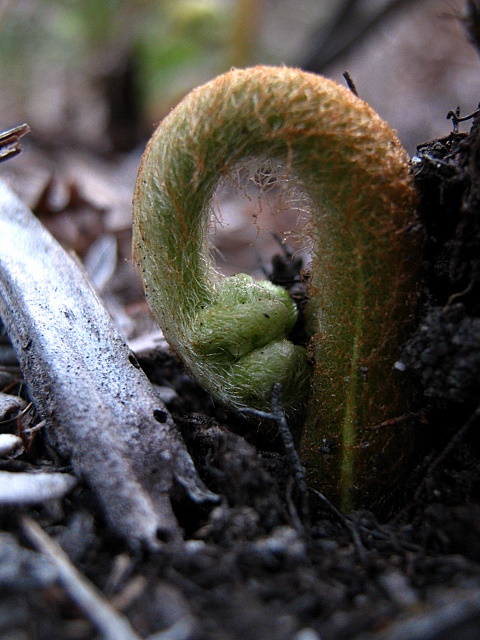
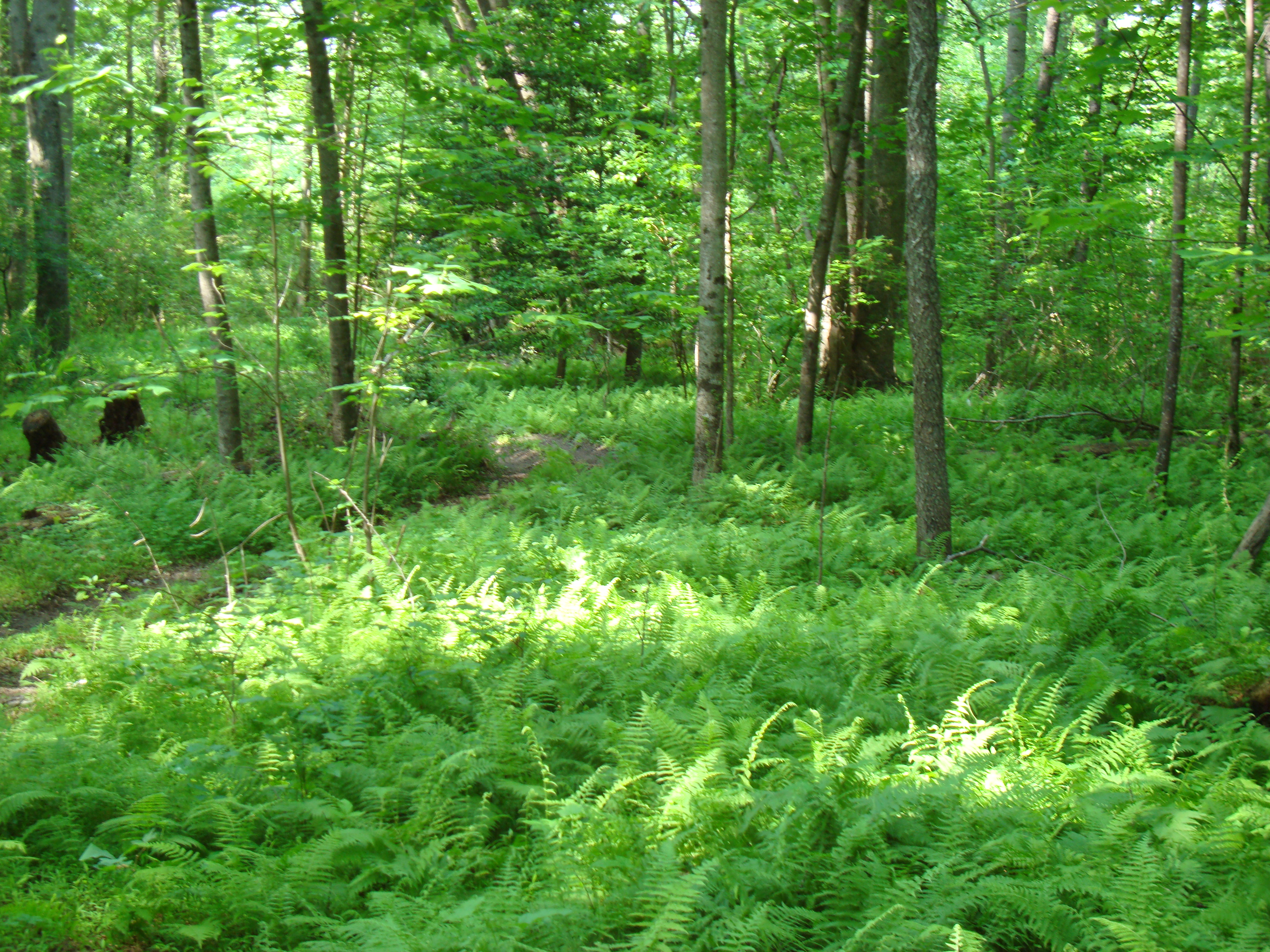
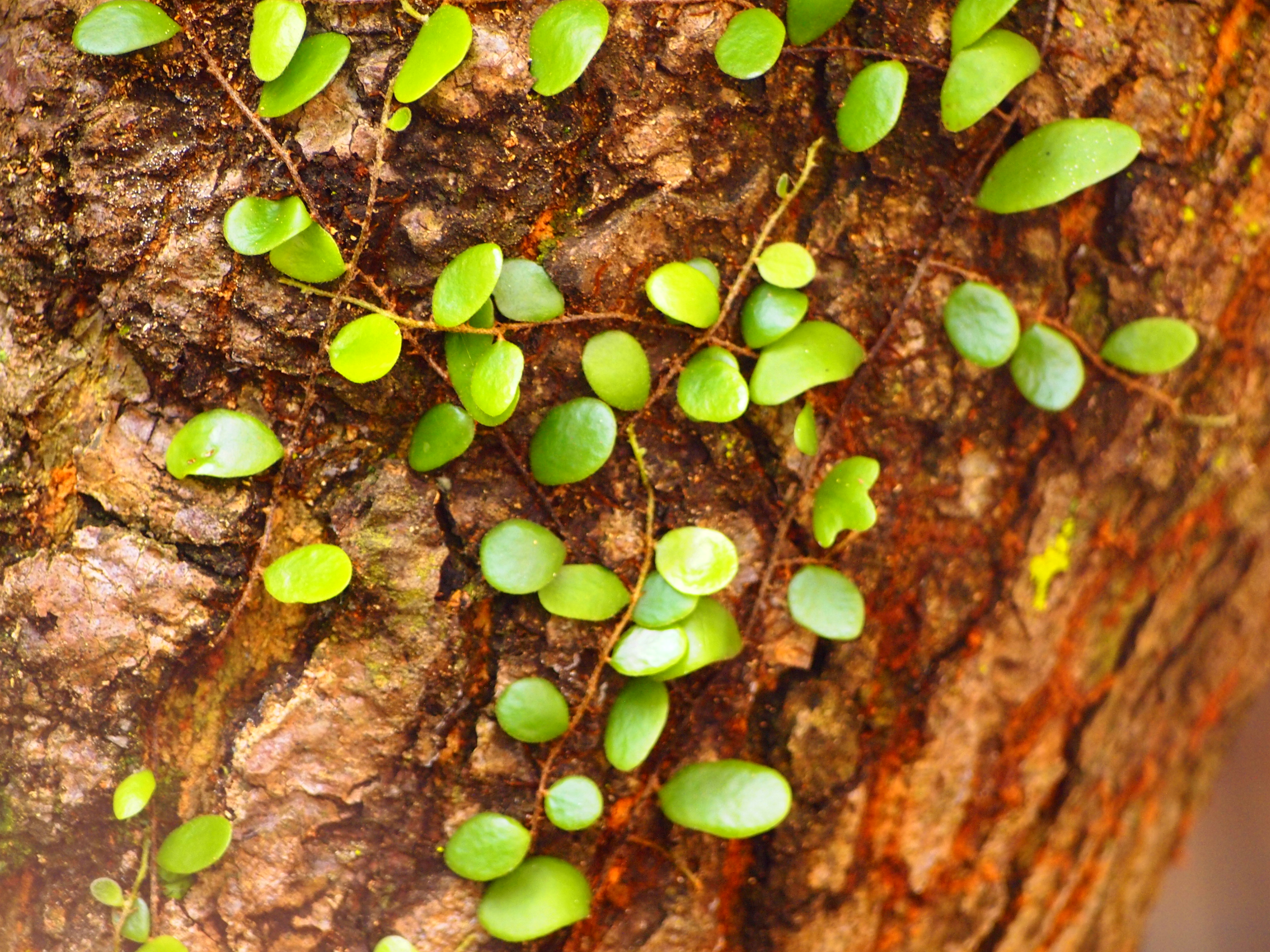
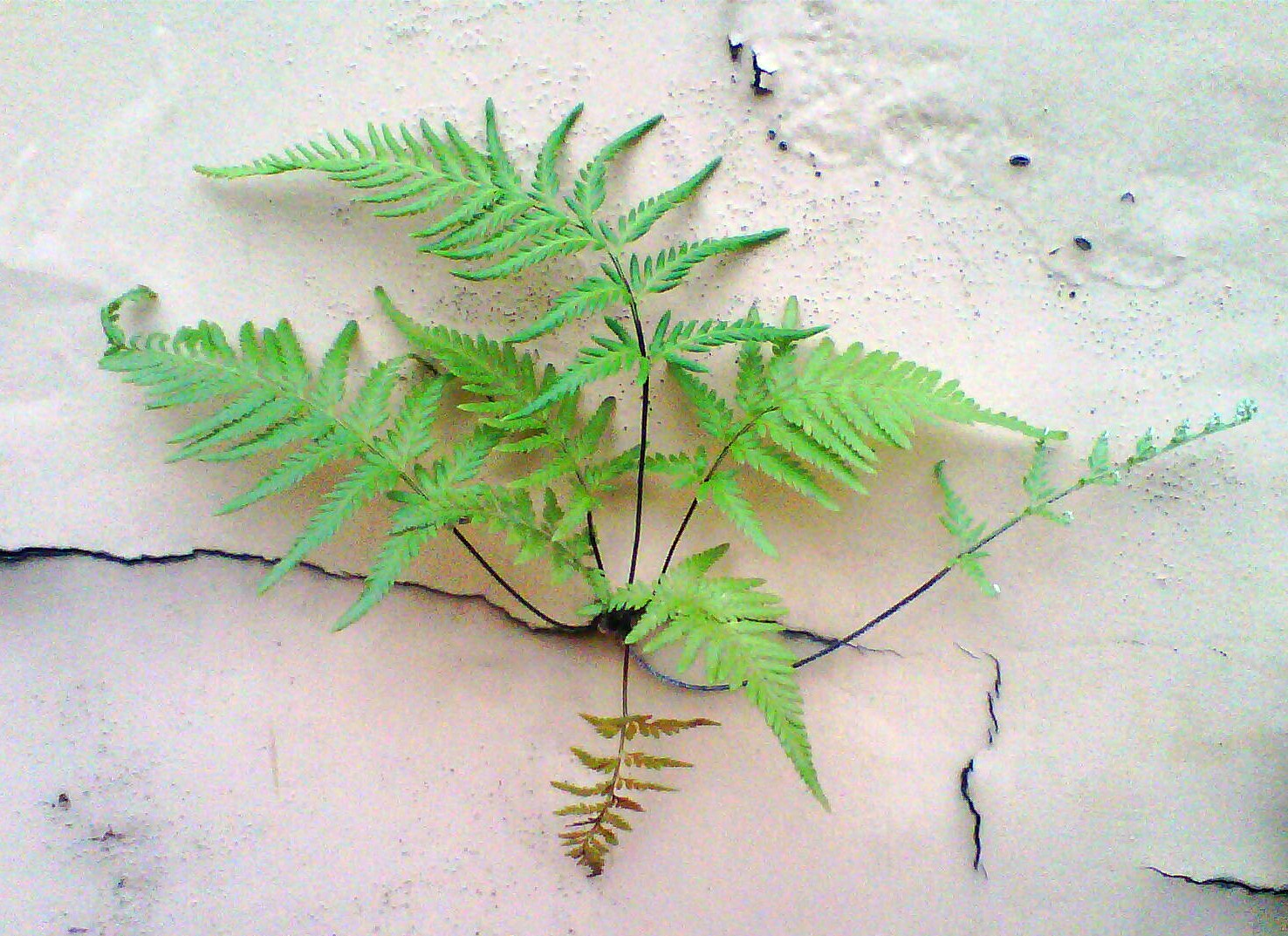
گیاه سرخس
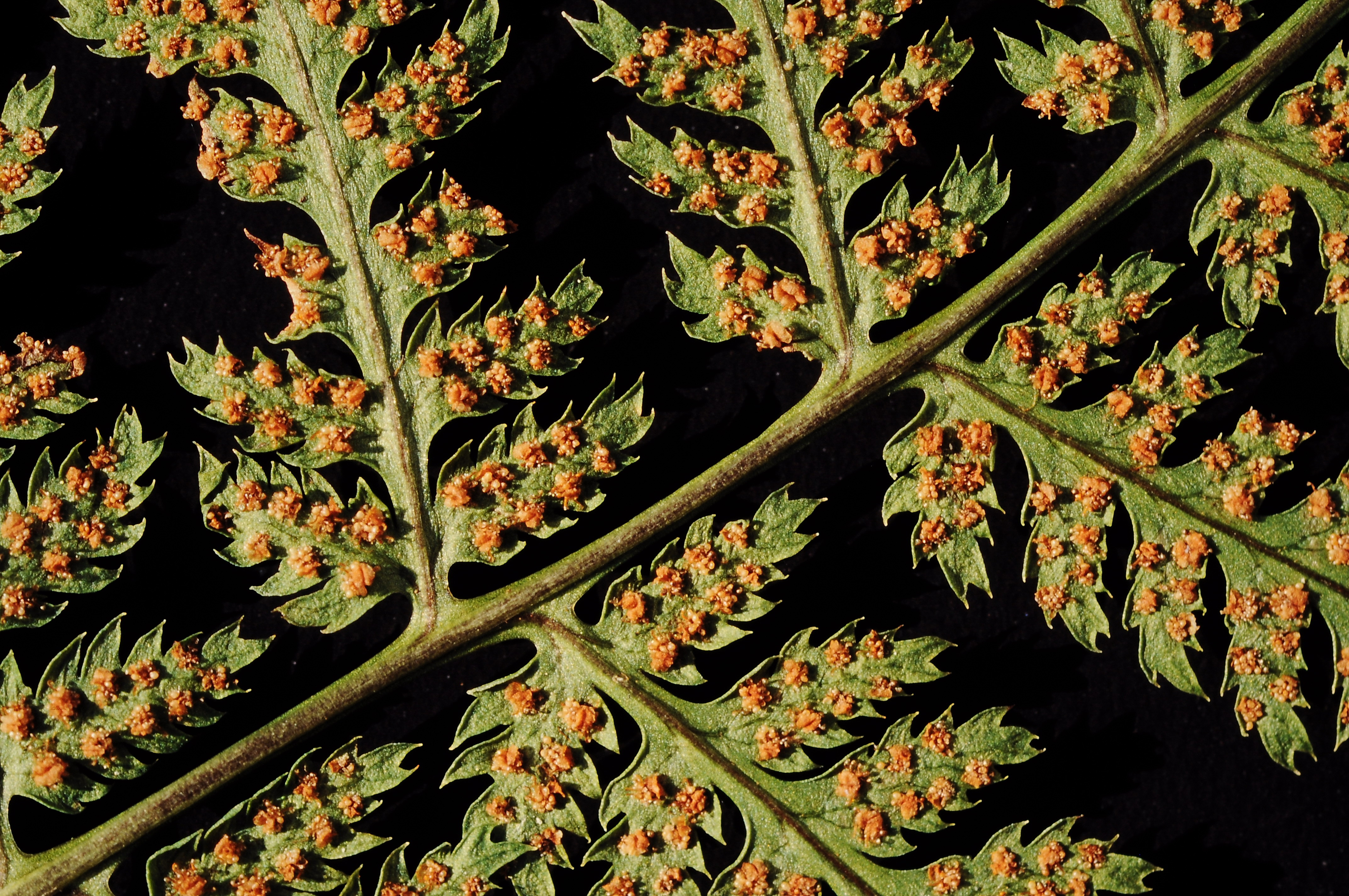